# Isa Boletini

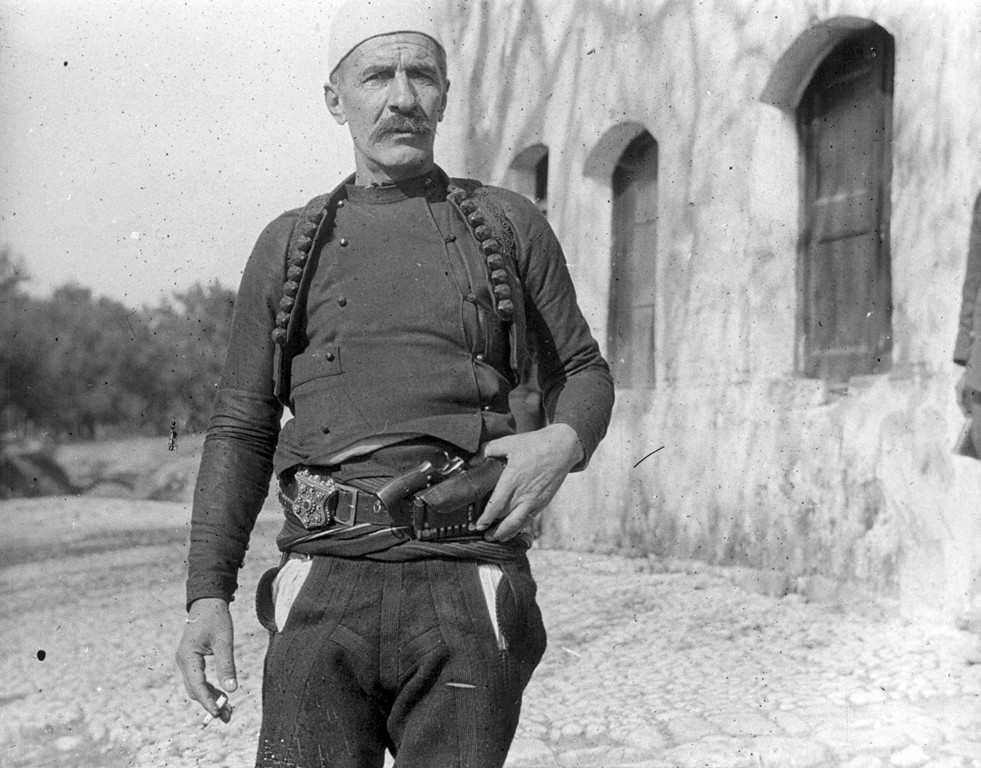
Isa Boletini (1914)

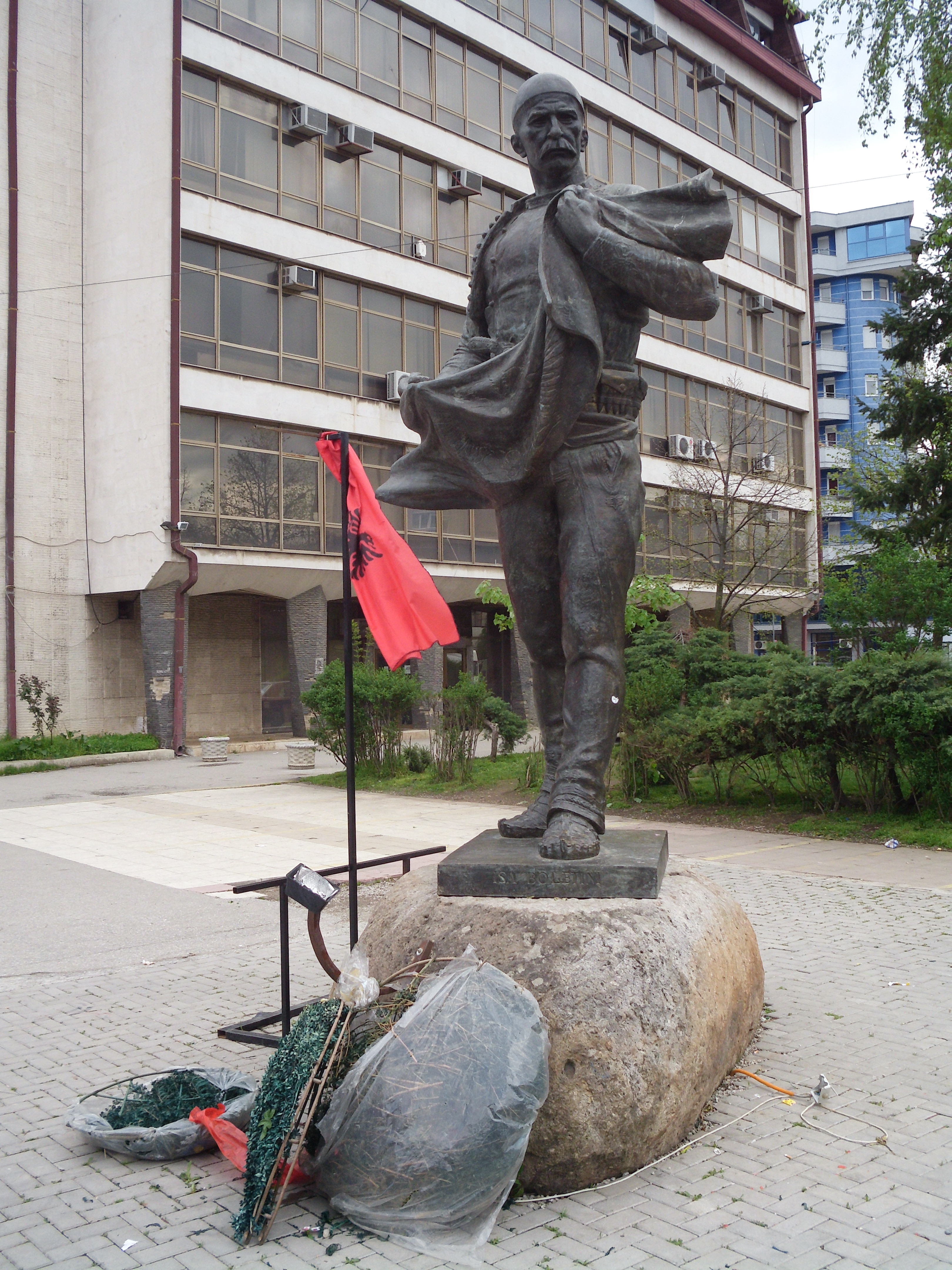
Statue in Mitrovica

Isa Boletini (* 1864 in Boletin, Osmanisches Reich; † 23. Januar 1916 in Podgorica, Montenegro) war ein albanischer Freiheitskämpfer und Politiker und eine der wichtigsten Persönlichkeiten der albanischen Nationalbewegung Rilindja. In der montenegrinischen beziehungsweise serbischen Literatur wird er auch als Isa Boljetinac erwähnt.

## Werdegang

### Ligen von Prizren und Peja, Jungtürkische Revolution
Isa Boletini wurde in der Ortschaft Boletin nahe Zveçan geboren. Bereits im Alter von 17 Jahren nahm er als Mitglied der Liga von Prizren – einer politischen und militärischen Widerstandsbewegung, die sich für einen albanischen Nationalstaat einsetzte – am bewaffneten Kampf gegen die osmanischen Truppen teil. Von 1899 bis 1900 unterstützte er Haxhi Zeka und andere bei der Gründung der Liga von Peja, die sich als Nachfolger der Liga von Prizren sah und die 1881 gewaltsam durch die osmanische Regierung aufgelöst worden war, und im Widerstand gegen die osmanische Herrschaft.
1901 bis 1902 war Isa Boletini Führer der albanischen Bewegung gegen die Intervention Serbiens, Montenegros, Russlands und Österreich-Ungarns in Albanien. Deshalb wurde er nach Istanbul gerufen, verhaftet und bis 1906 von der Außenwelt isoliert. Er befürwortete die Jungtürkische Revolution von 1908, die den amtierenden Sultan absetzte und eine Verfassung einführte.

### Albanische Unabhängigkeit

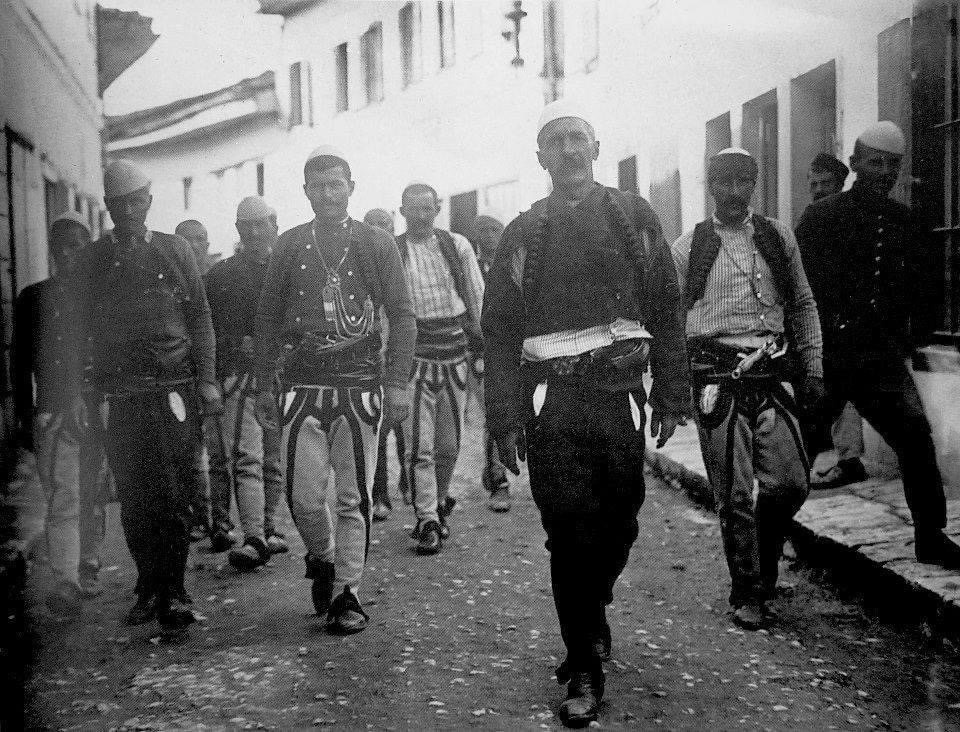
Isa Boletini (vorne rechts) 1912 in Vlora

Später kehrte Boletini der jungtürkischen Politik den Rücken und organisierte während des Sommers 1909 als Anführer einen Aufstand der Albaner im eigenen Land. Er führte 1910 und 1912 aufständische Albaner im Kampf gegen die osmanische Armee. Während des Ersten Balkankrieges kämpfte er im November 1912 als Hauptmann der freiwilligen bewaffneten Gruppen gegen serbische Einheiten.
In den Tagen der Ausrufung der Unabhängigkeit Albaniens (28. November 1912 in Vlora) traf Boletini Ismail Qemali, dessen provisorischen Regierungssitz in Vlora er verteidigen half. 1913 ging er gemeinsam mit Ismail Qemali nach London, wo er an der Botschafterkonferenz für die Interessen seines Volkes sprach. Er protestierte gegen das Bestreben Frankreichs und Russlands, Albanien komplett auf die bestehenden Staaten Serbien, Montenegro und Griechenland aufzuteilen. Die Angliederung des Kosovo an Albanien konnte er nicht erreichen.
Im Ersten Weltkrieg engagierte sich Boletini als Guerilla-Führer gegen die serbischen und montenegrinischen Truppen. Er wollte den Vormarsch der österreichisch-ungarischen Armee unterstützen, wovon er sich Vorteile für Albanien versprach. Isa Boletini starb am 23. Januar 1916 bei einem Hinterhalt organisiert von montenegrinischen Truppen nahe Podgorica.

## Würdigung
Isa Boletini wird von den Albanern als bedeutender Nationalheld und Freiheitskämpfer geehrt. Überlebensgroße Statuen von ihm stehen in Shkodra auf dem Perash-Platz (Sheshi Perash) sowie in Mitrovica auf dem nach ihm benannten Isa-Boletini-Platz (Sheshi Isa Boletini). Ibrahim Rugova erklärte Isa Boletini 2004 zum „Helden von Kosovo“.